# Metaverse

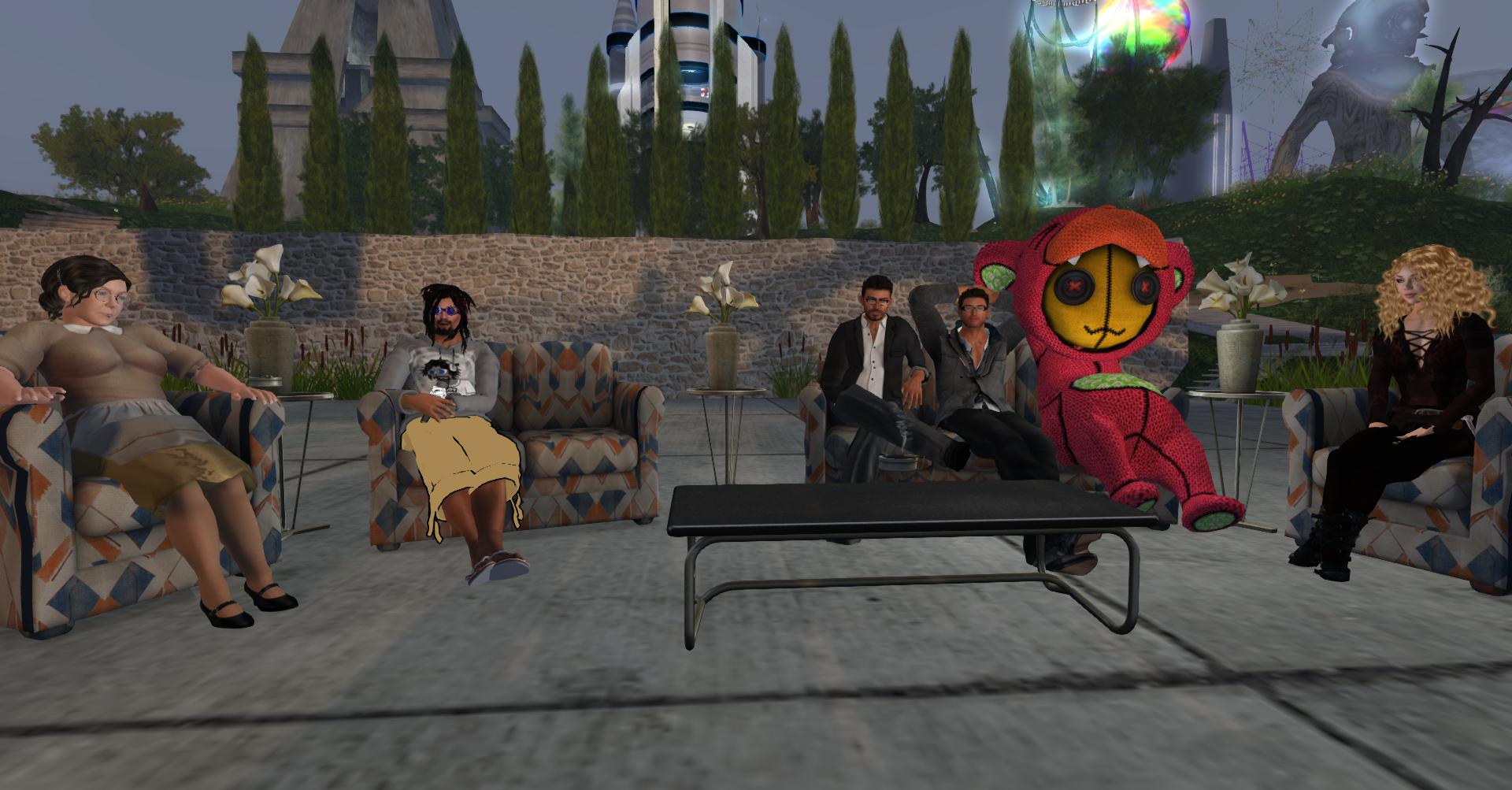
Một cuộc giao lưu của các nhân vật ảo trong trò chơi thế giới ảo Second Life vào năm 2003

Metaverse (một từ ghép của "meta-" và "universe" tức "vũ trụ") là một giả thuyết cải tiến của internet trong đó nó hỗ trợ một môi trường ảo 3 chiều bền vững thông qua máy tính cá nhân thông thường cũng như thực tế ảo và thực tế ảo tăng cường. Một số phiên bản và nền tảng tương tự mang tính metaverse nhưng hạn chế hơn như VRChat hoặc trò chơi như Second Life.
Tham vọng của metaverse hiện tại tập trung chủ yếu vào việc giải quyết các hạn chế về công nghệ của các thiết bị thực tế ảo và thực tế ảo tăng cường hiện đại cũng như mở rộng việc sử dụng không gian metaverse cho các ứng dụng kinh doanh, giáo dục và bán lẻ. Nhiều công ty giải trí và truyền thông xã hội đã đầu tư vào nghiên cứu và phát triển liên quan đến metaverse.
Metaverse đã bị chỉ trích là một phương pháp xây dựng quan hệ công chúng bằng một khái niệm thuần túy mang tính chất suy đoán và "thổi phồng quá mức" dựa trên công nghệ hiện có. Ngoài ra, xuất phát từ những thách thức hiện tại mà cả ngành truyền thông xã hội và ngành công nghiệp trò chơi điện tử đang phải đối mặt đó là quyền riêng tư và sự tác động gây nghiện làm người dùng bị lôi cuốn một cách tiêu cực vào chương trình.

## Các yếu tố
Metaverse được mô tả là một chương trình quản lý không gian kỹ thuật số cho phép người dùng nhập vai vào hàng loạt các hoạt động của con người. Để đạt được điều này, một số các cải tiến của metaverse có thêm việc tích hợp giữa không gian ảo, vật lý và kinh tế ảo. Ngoài ra còn có các đặc tính bổ sung trong đó có tính bền vững cũng như tính đồng bộ kỹ thuật để củng cố tốt hơn cảm giác hiện diện trong môi trường thực tế, cùng với việc triển khai các yếu tố truyền thông xã hội hiện có như nhận dạng ảnh đại diện, sáng tạo nội dung và khả năng được xã hội chấp nhận.

## Các triển khai hiện tại

### Trò chơi điện tử
Một số thành phần công nghệ metaverse đã được phát triển trong các trò chơi điện tử hiện đại có hỗ trợ internet. Trò chơi điện tử Second Life năm 2003 thường được xem như là phiên bản metaverse đầu tiên vì nó kết hợp được nhiều các khía cạnh của phương tiện truyền thông xã hội vào một thế giới ảo bền vững. Các tính năng xã hội thường là các tính năng không thể thiếu trong nhiều trò chơi trực tuyến nhiều người chơi. Nhà báo công nghệ Clive Thompson đã lập luận rằng lối chơi dựa trên nền tảng xã hội mới nổi của Minecraft là một triển khai nâng cao của metaverse. Một số các tính năng phát triển khác mang yếu tố metaverse đã xuất hiện trước đây trong các trò chơi như Active Worlds, Roblox, Decentraland, và Fortnite cùng một số trò chơi thế giới ảo thời gian thực nhiều người chơi trước đây.

### Thực tế ảo
Sự phát triển của metaverse chủ yếu tập trung cải tiến công nghệ thực tế ảo do những lợi ích nó mang lại trong việc kết nối vào môi trường ảo. Vào năm 2019, công ty mạng xã hội Facebook đã ra mắt một thế giới xã hội VR có tên là Facebook Horizon. Facebook sau đó được đổi tên thành "Meta Platforms" vào năm 2021. Chủ tịch Mark Zuckerberg đã tuyên bố cam kết của công ty trong việc phát triển một hệ sinh thái metaverse. Phần lớn công nghệ thực tế ảo cơ bản mà Meta Platforms đã quảng cáo vẫn còn đang trong giai đoạn phát triển. Microsoft đã mua lại công ty VR AltspaceVR vào năm 2017 và cũng đang có kế hoạch tích hợp các tính năng metaverse vào Microsoft Teams.

## Triển khai có tiềm năng

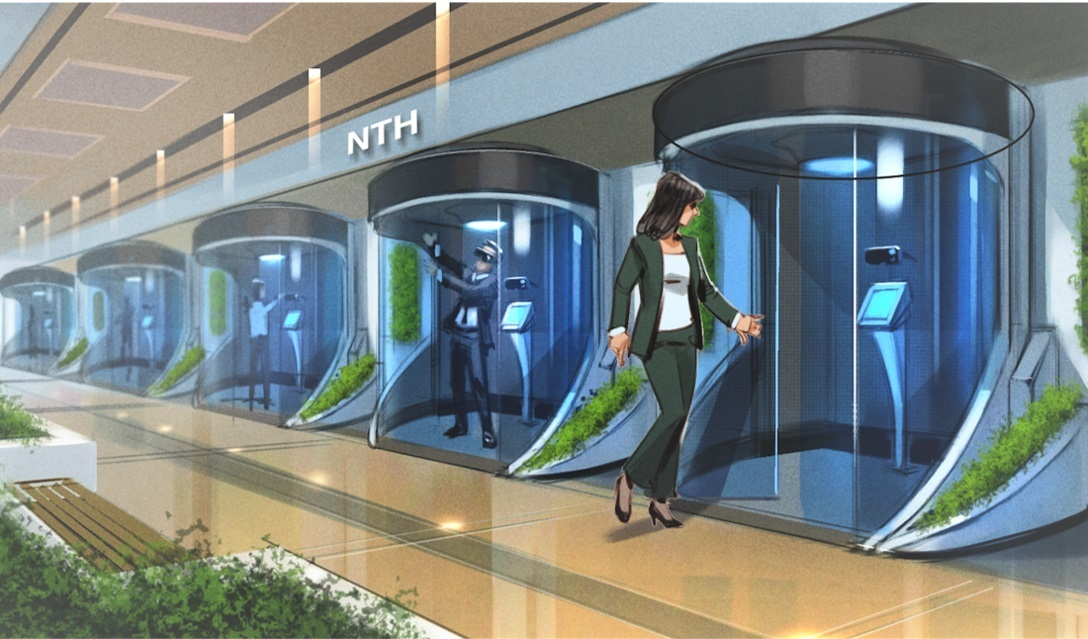
Khái niệm về không gian văn phòng ảo được gọi là Nth Floor.

Có nhiều mối quan tâm đáng kể trong việc phát triển công nghệ metaverse cho mục đích cải thiện năng suất công việc.
Trong lĩnh vực giáo dục, người ta đã đề xuất rằng các công nghệ metaverse nên cho phép tạo ra các môi trường tương tác, tập trung hơn cho việc học lịch sử và địa lý nhân văn.
Thực tế ảo từ lâu đã được áp dụng trong lĩnh vực bất động sản dành cho các chuyến tham quan ngay tại nhà và sự phát triển của metaverse có thể mở rộng chức năng đó.
Có nhiều mối quan tâm lớn trong việc phát triển metaverse cho các hệ thống bán lẻ trực tuyến.

## Công nghệ
Metaverse được đề xuất như một sự cải tiến cho các công nghệ internet hiện tại. Các thiết bị có thể truy cập metaverse bao gồm máy tính đa dụng, điện thoại thông minh, ngoài ra còn có các công nghệ như tương tác thực tế ảo (AR), thực tế hỗn hợp, thực tế ảo (VR) và thế giới ảo.
Có nhiều lợi ích kinh doanh, thương mại trong việc nghiên cứu công nghệ liên quan đến metaverse. Facebook đã mua lại công ty VR Oculus vào năm 2014 nhằm xây dựng một không gian xã hội 3 chiều mới bằng "mô liên kết" để thu hẹp khoảng cách giữa các dịch vụ khác nhau.
Môi trường ảo hóa được xem là điểm truy cập có khả năng nhất đối với metaverse. Sự phụ thuộc của metaverse vào công nghệ VR đặt ra nhiều hạn chế trong sự phát triển và khả năng áp dụng trên quy mô lớn của nó. Những hạn chế này bắt nguồn từ sự cân bằng giữa chi phí và thiết kế, sự thiếu hụt đồ họa chất lượng cao và tính di động. Kính không dây nhẹ thì thiếu chất lượng hình ảnh vì nó vốn được tối ưu hóa cho các hệ thống VR có dây nhưng lại rất cồng kềnh. Một vấn đề khác trong việc áp dụng công nghệ trên diện rộng là chi phí, kính HTC Vive Pro 2 có giá 779 đô đi kèm với bộ điều khiển vào năm 2021. Nhiều máy tính cao cấp không có khả năng cấp nguồn cho máy VR. Năm 2016, NVIDIA ước tính rằng 99% các máy tính trên thị trường hiện tại không có khả năng xử lý các yêu cầu phần mềm để có thể có trải nghiệm thực tế ảo.
Cần có nhiều cảm biến phức tạp hơn ở hiện tại để làm cho các chuyển động AR và VR trở nên chính xác hơn, các lớp phủ hình ảnh cần chi tiết hơn với chất lượng hình ảnh cao hơn, neo trực quan, theo dõi chuyển động và cử động đều cần được xử lý trên quy mô lớn hơn để hỗ trợ những cải tiến này. Việc áp dụng rộng rãi VR chủ yếu dựa vào các cảm biến tinh vi giúp nó có khả năng tính độ sâu một cách đáng tin trong khi nó tiêu thụ ít năng lượng pin hơn, cùng với đó tất cả đều phải nằm trong một mô hình di động và giá cả ở mức vừa phải, đó cũng là điều đang ngăn nó được sản xuất hiệu quả ở quy mô lớn.
Vào năm 2021, chính phủ Hàn Quốc đã công bố thành lập một liên minh metaverse quốc gia với mục tiêu xây dựng một nền tảng VR và AR thống nhất trên toàn quốc.

### Các tiêu chuẩn kỹ thuật
Các tiêu chuẩn, giao diện và giao thức truyền thông chung giữa các môi trường ảo hiện đang được phát triển. Các nhóm cộng tác và làm việc đang cố gắng tạo ra những tiêu chuẩn và giao thức để hỗ trợ khả năng tương tác giữa các môi trường ảo, trong đó bao gồm:
- OpenXR, giao diện lập trình ứng dụng (API) cho phép giao tiếp với các thiết bị VR và AR, Khronos Group (2019–hiện tại)
- Virtual Worlds — Tiêu chuẩn cho Các thành phần ảo của hệ thống (P1828),[34][35] IEEE (2010–hiện tại)
- Công nghệ thông tin — Bối cảnh và kiểm soát phương tiện truyền thông — Phần 4: Đặc điểm đối tượng thế giới ảo (ISO/IEC 23005-4:2011),[36] ISO (2008–hiện tại)
- Immersive Education Technology Group (ETG),[37] Media Grid (2008–hiện tại)
- Virtual World Region Agent Protocol (VWRAP),[38] IETF (2009–2011)
- Lộ trình Metaverse,[39] Acceleration Studies Foundation (2006–2007)
- Dự án Metaverse mã nguồn mở (2004–2008)
- X3D, kế thừa từ Virtual Reality Modeling Language (VRML) làm tiêu chuẩn mở cho việc tương tác 3 chiều thời theo gian thực (web3D). X3D là tiêu chuẩn được chấp nhận để tích hợp thực tế ảo và thực tế tăng cường trên web.[40]

## Những chỉ trích và lo ngại
Thuật ngữ này xuất hiện vào đầu những năm 1990 và đã bị chỉ trích là một phương pháp xây dựng quan hệ công chúng sử dụng một khái niệm thuần túy mang tính chất suy đoán và "thổi phồng quá mức" dựa trên công nghệ hiện có.
Bảo mật thông tin trong metaverse là một lĩnh vực cần được quan tâm vì các công ty liên quan có thể sẽ thu thập thông tin cá nhân của người dùng thông qua tương tác của người dùng và các thiết bị đeo được. Facebook đang có kế hoạch xây dựng một cơ chế quảng cáo theo mục tiêu bền vững trong metaverse, điều này làm dấy lên những lo lắng khác liên quan đến việc lan truyền thông tin sai lệch và rò rỉ quyền riêng tư cá nhân.
Sự gây nghiện và lạm dụng phương truyền thông xã hội là một mối quan tâm khác đối với sự phát triển của metaverse. Chứng rối loạn nghiện internet, mạng xã hội và nghiện trò chơi điện tử có thể gây ảnh hưởng đến tinh thần và thể chất trong một thời gian dài, chẳng hạn như chứng trầm cảm, lo âu và béo phì. Các chuyên gia cũng lo ngại rằng metaverse có thể được sử dụng như một 'lối thoát' khỏi thế giới thật theo cách tương tự bằng các công nghệ internet hiện có.
Metaverse có thể phóng đại tác động xã hội của các buồng vang thông tin và ảnh hưởng công nghệ kỹ thuật số. Vì metaverse được phát triển để tự điều chỉnh thế giới ảo bằng thuật toán dựa trên niềm tin của mỗi người, metaverse có thể làm sai lệch hơn nữa nhận thức của người dùng về thực tế với nội dung thiên lệch để duy trì hoặc để tăng mức độ tương tác. Sự xa lạ nhân cách và số hóa trải nghiệm của con người được chứng minh là sẽ dẫn đến sự xa lánh ghẻ lạnh hơn nữa trong các mối quan hệ giữa con người với nhau.

## Viễn tưởng

### Snow Crash
Thuật ngữ metaverse lần đầu xuất hiện trong tiểu thuyết khoa học viễn tưởng được viết bởi Neal Stephenson có tên là Snow Crash vào năm 1992. Nơi con người, với tư cách là các nhân vật ảo tương tác với nhau cùng các tác tử phần mềm trong một không gian ảo 3 chiều được phát triển như một thế giới thực. Stephenson đã sử dụng thuật ngữ này cho công nghệ kế thừa từ thực tế ảo trên internet.
Metaverse của Neal Stephenson được phát triển trên một con đường có chiều rộng 100 mét được gọi là Street trong một môi trường đô thị với tổng chu vi là 65536 km (216 km), toàn bộ hệ thống nằm trên một hành tinh hình cầu hoàn hảo có màu đen huyền bí. Khu vực ảo này thuộc sở hữu của một bộ phận hư cấu của Association for Computing Machinery tên là Global Multimedia Protocol Group, bất động sản của khu vực này có thể được mua để phát triển thành các tòa nhà.
Người dùng metaverse truy cập thế giới này thông qua các thiết bị máy chiếu thực tế ảo chất lượng cao đầu cuối bằng kính cá nhân của người dùng hoặc từ các thiết bị đầu cuối chất lượng thấp nơi công cộng. Người dùng trải nghiệm nó từ góc nhìn thứ nhất. Stephenson mô tả một tiểu văn hóa trong đó bao gồm những người chọn kết nối liên tục với metaverse, họ bị xem là "quái dị" do vẻ ngoài kỳ cục.
Trong metaverse, người dùng xuất hiện dưới dạng nhân vật ảo dưới mọi hình thức với giới hạn duy nhất là chiều cao nhằm "ngăn người cao một dặm bước đi qua lại". Di chuyển trong metaverse bị giới hạn tương tự như trong thực tế bằng việc đi bộ hoặc sử dụng phương tiện giao thông như đường một ray chạy suốt chiều dài của Phố, dừng ở 256 Express Ports, cách đều mỗi 256 km và Local Ports cách 1 km.

### Ready Player One
Ready Player One là một tiểu thuyết khoa học viễn tưởng phản địa đàng năm 2011 của Ernest Cline trong đó mô tả thế giới vào năm 2045 đang bị bao trùm bởi cuộc khủng hoảng năng lượng và sự nóng lên toàn cầu, gây ra một loạt các vấn đề xã hội và đình trệ nền kinh tế. Lối thoát chính cho mọi người là một metaverse được gọi là OASIS, nó có thể được truy cập bằng kính VR và găng tay dữ liệu. Cách thức hoạt động của nó giống một trò chơi kiểu MMORPG kết hợp với một xã hội ảo. Bộ phim cùng tên, Ready Player One: Đấu trường ảo đã được ra mắt vào năm 2018.